# Classic Brugge-De Panne 2021
Das Straßenradrennen Classic Brugge–De Panne 2021 war die 45. Austragung des belgischen Eintagesrennens. Das Rennen fand am 24. März statt und war Teil der UCI WorldTour 2021.

## Teilnehmende Mannschaften und Fahrer
Mit Ausnahme von EF-Edukation-Nippo und Ineos Grenadiers gingen alle UCI WorldTeams  an den Start. Dazu kamen 8 UCI ProTeams. am Start. Da nicht alle Teams von den sieben Startplätzen Gebrauch machten, starteten 170 Fahrer, von denen 158 das Ziel erreichten.
Zu den Favoriten zählten die Sprinter Sam Bennett (Deceuninck-Quick Step), Arnaud Démare (Groupama-FDJ), Jasper Philipsen (Alpecin-Fenix), Pascal Ackermann (Bora-Hansgrohe), Fernando Gaviria (UAE Team Emirates), Giacomo Nizzolo (Team Qhubeka Assos), Cees Bol (Team DSM), Sonny Colbrelli (Bahrain-Victorious), David Dekker (Jumbo-Visma), Nacer Bouhanni (Team Arkéa Samsic) und Elia Viviani (Cofidis) der das Rennen bereits im Jahre 2018 gewonnen hatte.

## Streckenführung
Die Strecke führt über 203,9 km von Brügge nach De Panne. Die letzten 135,3 Kilometer wurden auf einem 45,1 Kilometer langer Rundkurs ausgetragen, der dreimal befahren wurde. Die flache Topografie des Rennens stellte eine ideale Streckenführung für die Sprinter dar. Aufgrund der Nähe zur Nordsee, konnte jedoch der Wind eine entscheidende Rolle spielen.

## Rennverlauf
Etwa 25 Kilometer nach dem stark konnte sich eine Fluchtgruppe mit sechs Fahrern absetzen. Die Gruppe wurde 75 Kilometer vor dem Ziel auf dem Rundkurs gestellt. Anschließend versuchten unterschiedliche Fahrer sich von dem Peloton zu lösen, was jedoch keinem nachhaltig gelang.
In die letzte Runde (45,1 km) fuhr das Fahrerfeld geschlossen. Die Mannschaften Lotto-Soudal, Total Direkt Énergie, Qhubeka Assos und Bahrain-Victorious versuchten im Seitenwind eine Selektion zu herbeizuführen, was jedoch nicht gelang. Kurz vor dem Ziel konnte sich Tosh Van der Sande (Lotto-Soudal) vom Feld absetzten, wurde aber einen Kilometer vor dem Ziel wieder eingeholt. Den Sprint gewann Sam Bennett (Deceuninck-Quick Step) vor Jasper Philipsen (Alpecin-Fenix) und Pascal Ackermann (Bora-Hansgrohe). Arnaud Démare (Groupama-FDJ) konnte aufgrund eines technischen Defekts auf der Zielgeraden nicht um den Sieg mitkämpfen.

## Rennergebnis
| Platz | Fahrer                | Nation | Team                       | Zeit                   |
| ----- | --------------------- | ------ | -------------------------- | ---------------------- |
| 01.   | Sam Bennett           | IRL    | Deceuninck-Quick Step      | 4:27:40 h (45,71 km/h) |
| 02.   | Jasper Philipsen      | BEL    | Alpecin-Fenix              | "                      |
| 03.   | Pascal Ackermann      | GER    | Bora-Hansgrohe             | "                      |
| 04.   | Giacomo Nizzolo       | ITA    | Team Qhubeka Assos         | "                      |
| 05.   | Timothy Dupont        | BEL    | Bingoal-Wallonie Bruxelles | "                      |
| 06.   | Hugo Hofstetter       | FRA    | Israel Start-Up Nation     | "                      |
| 07.   | Cees Bol              | NED    | Team DSM                   | "                      |
| 08.   | Michael Mørkøv        | DEN    | Deceuninck-Quick Step      | "                      |
| 09.   | Elia Viviani          | ITA    | Cofidis, Solutions Crédits | "                      |
| 10.   | Stanisław Aniołkowski | POL    | Bingoal-Wallonie Bruxelles | "                      |